# Élections sénatoriales de 2008 en Guyane
Les élections sénatoriales en Guyane ont eu lieu le dimanche 21 septembre 2008. Elles ont eu pour but d'élire les sénateurs représentant le département au Sénat pour un mandat de six années.

## Contexte départemental
Lors des élections sénatoriales du 27 septembre 1998 en Guyane, un sénateur divers gauche a été élu, Georges Othily.
Depuis, tous les effectifs du collège électoral des grands électeurs ont été renouvelés, avec les élections législatives françaises de 2007, les élections régionales françaises de 2004, les élections cantonales de 2004 et 2008 et les élections municipales françaises de 2008.

## Rappel des résultats de 1998
|                | Georges Othily    | FDG            | 161 | 57,50  |  |  |
|                | Raymond Tarcy     | PSG            | 91  | 32,50  |  |  |
|                | Paulin Bruné      | RPR            | 22  | 7,86   |  |  |
|                | Raymond Charlotte | FNLG           | 2   | 0,71   |  |  |
|                |                   |                |     |        |  |  |
| Inscrits       | Inscrits          | Inscrits       | 320 | 100,00 |  |  |
| Abstentions    | Abstentions       | Abstentions    | 20  | 6,25   |  |  |
| Votants        | Votants           | Votants        | 300 | 93,75  |  |  |
| Blancs et nuls | Blancs et nuls    | Blancs et nuls | 20  | 6,67   |  |  |
| Exprimés       | Exprimés          | Exprimés       | 280 | 93,33  |  |  |

## Sénateur sortant
| Sénateur | Sénateur       | Parti | Fonctions lors de l'élection en 1998 |
| -------- | -------------- | ----- | ------------------------------------ |
|          | Georges Othily | FDG   | Sénateur sortant                     |

## Présentation des candidats et des suppléants
Les nouveaux représentants sont élus pour une législature de 6 ans au suffrage universel indirect par les 358 grands électeurs du département. En Guyane, les sénateurs sont élus au scrutin majoritaire à deux tours. Compte tenu des évolutions démographiques, leur nombre change en 2008, passant d'1 à 2 sénateurs. Ils sont 6 candidats dans le département, chacun avec un suppléant.
| T/S | Candidats | Candidats               | Parti   | Principale fonction                                                  |
| --- | --------- | ----------------------- | ------- | -------------------------------------------------------------------- |
| T   |           | Georges Patient         | PSG     | Maire de Kourou                                                      |
| S   |           | Annie-Claude Clovis     | PSG     |                                                                      |
| T   |           | Jean-Étienne Antoinette | Walwari | Conseiller régional, maire de Kourou                                 |
| S   |           | Josiane Mars            | Walwari |                                                                      |
| T   |           | Georges Othily          | FDG     | Sénateur sortant                                                     |
| S   |           | Sandra Trochimara       | FDG     | Conseillère municipale de Cayenne                                    |
| T   |           | Alain Chaumet           | DVD     |                                                                      |
| S   |           | Cyriaque Fosse          | DVD     |                                                                      |
| T   |           | Léon Bertrand           | UMP     | Conseiller régional, maire de Saint-Laurent-du-Maroni, ancien député |
| S   |           | Guylaine Bourguigon     | UMP     |                                                                      |
| T   |           | Hélène Sirder           | UMP     |                                                                      |
| S   |           | René-Amédé Gustave      | UMP     |                                                                      |

## Résultats
| Candidat et parti politique | Candidat et parti politique | Candidat et parti politique | Premier tour | Premier tour | Second tour | Second tour |
| Candidat et parti politique | Candidat et parti politique | Candidat et parti politique | Voix         | %            | Voix        | %           |
| --------------------------- | --------------------------- | --------------------------- | ------------ | ------------ | ----------- | ----------- |
|                             | Jean-Étienne Antoinette     | Walwari                     | 161          | 46,94        | 168         | 50,76       |
|                             | Georges Patient             | PSG                         | 150          | 43,73        | 149         | 45,02       |
|                             | Georges Othily              | FDG                         | 110          | 32,07        | 94          | 28,40       |
|                             | Léon Bertrand               | UMP                         | 95           | 27,70        | 93          | 28,10       |
|                             | Hélène Sirder               | UMP                         | 79           | 23,03        | Retrait     | Retrait     |
|                             | Alain Chaumet               | DVD                         | 38           | 11,08        | 21          | 6,34        |
|                             |                             |                             |              |              |             |             |
| Inscrits                    | Inscrits                    | Inscrits                    | 358          | 100,00       | 358         | 100,00      |
| Abstentions                 | Abstentions                 | Abstentions                 | 8            | 2,23         | 18          | 5,03        |
| Votants                     | Votants                     | Votants                     | 350          | 97,77        | 340         | 94,97       |
| Blancs et nuls              | Blancs et nuls              | Blancs et nuls              | 7            | 2,00         | 9           | 2,65        |
| Exprimés                    | Exprimés                    | Exprimés                    | 343          | 98,00        | 331         | 97,35       |

### Sénateurs élus
| Sénateur | Sénateur                | Parti   |
| -------- | ----------------------- | ------- |
|          | Georges Patient         | PSG     |
|          | Jean-Etienne Antoinette | Walwari |